# Raphael Renter

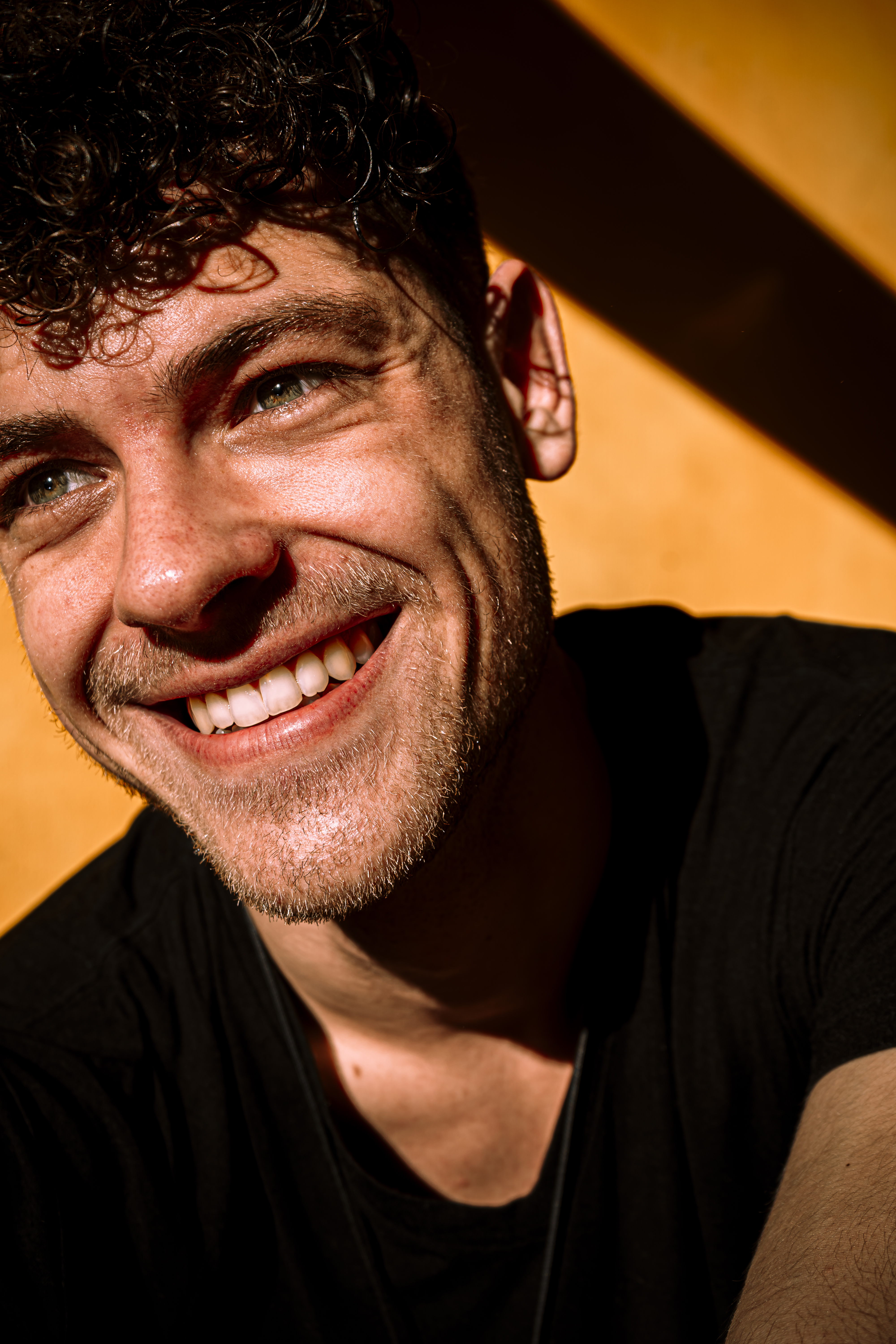
Portraitfoto von Raphael Renter (2020)

Raphael Dietmar Renter (* 1997 in Bogen, Straubing) ist ein deutscher Autor für Brett- und Kartenspiele, Fotograf und Designer. 2006 bewarb er sich beim 25. Spieleautorentreffen in Göttingen für ein Spieleautoren-Stipendium und erhielt erstmals eine Sonderauszeichnung für den jüngsten Spieleautor, der in Göttingen aufgetreten ist. 2007 veröffentlicht der Kosmos Verlag eines seiner Spiele unter dem Namen Bolzplatz und Renter erhält damit den Titel als Deutschlands jüngsten Spielerfinder. Raphael ist auch ein deutscher Travestiekünstler, der sich mit seiner Kunstfigur als Dragqueen Rapha LaRue präsentiert und Shows gestaltet.

## Leben
Raphael Renter wuchs in München und Grasbrunn auf. Seit seiner Kindheit sind seine Leidenschaften das Basteln und die Kreativität an sich.
Im Alter von fünf Jahren begann er seine ersten Brettspiele zu erfinden. Dank der Unterstützung seiner Mutter nahm er mit acht Jahren auf dem jährlichen Spieleerfindertreffen (2005) in Haar erstmals teil und stellte dort zwei seiner Prototypen (Käsetanz & Omas Kühlschrank) Verlagen und anderen Autoren vor. In den nächsten Lebensjahren entwickelte er über 25 Spielideen und präsentierte diese auf den sich abwechselnden jährlichen deutschen Spieleautorentreffen in Haar und Göttingen. Darunter war auch der Prototyp 'Speed Blocker', welcher im Herbst 2007 vom Franckh-Kosmos Verlag unter dem Namen Bolzplatz veröffentlicht wird. Durch den Vertrag konnte das Spiel mit einer Lizenz von den Wilde-Kerle-Büchern und -Filmen konzipiert werden und ist so ein Kinder- und Familienspiel. 2006 bewarb er sich beim 25. Spieleautorentreffen in Göttingen für ein Spieleautoren-Stipendium und erhielt erstmals eine Sonderauszeichnung für den jüngsten Spieleautor, der in Göttingen in den letzten 25 Jahren aufgetreten ist. Die Jury mit Jens Peter Schliemann, dem stellvertretenden Vorsitzenden der SAZ, Máren Kruse, der Preisträgerin 2004, Sébastien Pauchon, Preisträger 2005, und Jochen Corts für „Spiel des Jahres“ waren angetan von den Spielideen. Renter durfte dafür den Hans im Glück-Verlag in München besuchen und Einblick in die Redaktionsarbeit nehmen. Zudem konnte er schon mit jungen Jahren auf Autoren wie Tom Werneck, Mitbegründer und Jury-Mitglied beim 'Spiel des Jahres', oder Klaus Teuber, Erfinder von 'Die Siedler von Catan', treffen und sich mit ihnen austauschen.
2007 zog Renter nach Landsberg am Lech und begann dort parallel sein Abitur am Ignaz-Kögler-Gymnasium. Die nächsten Jahre entwickelte er zunehmend sein Interesse für Sport, vor allem den Triathlon und das Tanzen, gestaltete für das Gymnasium und die Stadt Landsberg Choreographien für Bühnenauftritte und beteiligte sich an den Theatervorführungen seiner Schule.
Seit 2017 lebt Raphael Renter in Augsburg und studiert Kommunikationsdesign an der Hochschule für angewandte Wissenschaften Augsburg.

## Auszeichnungen
- 2006: Nominierung für Spieleautoren-Stipendium und Sonderauszeichnung für den jüngsten Spieleautoren